# Duck Hunt

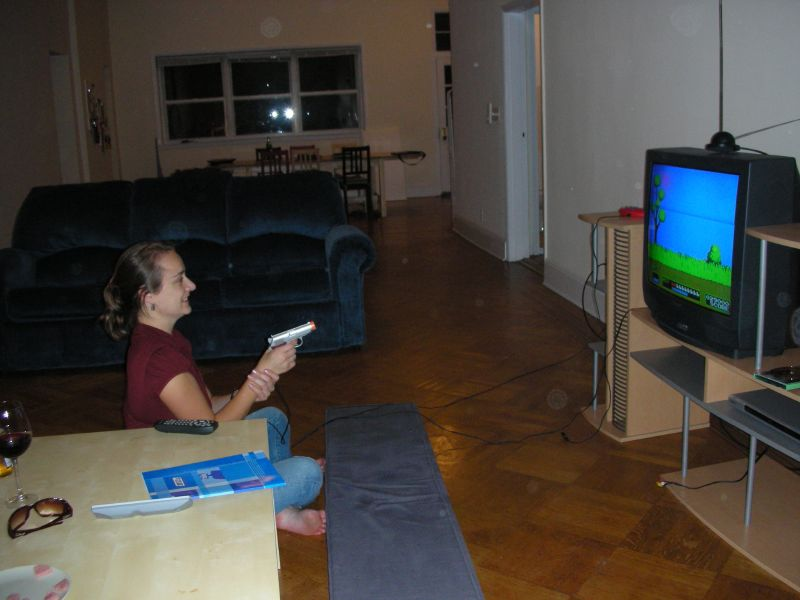
Duck Hunt (NES)

Duck Hunt ist ein Arcade-Videospiel, bei dem im Stil einer klassischen Entenjagd vorbeifliegende Enten abgeschossen werden müssen.

## NES
Duck Hunt wurde 1984 als NES-Spiel in Japan veröffentlicht. Gleichzeitig erschien der NES Zapper, eine Lightgun, die es dem Spieler ermöglicht auf den Bildschirm zu zielen und somit eine echte Entenjagd zu simulieren.
Nicht zuletzt durch dieses Zubehörteil erlangte es einen Kultstatus unter NES-Fans und wird oftmals unter den Top-10-Spielen für die Konsole genannt.
Das Spiel selbst ist in drei Modi unterteilt, zu denen zwei Umsetzungen der Entenjagd gehören. Bei diesen Spielen wird der Spieler von einem Hund begleitet, der hämisch lacht, sobald eine Ente nicht getroffen wurde. Lange kursierte die Urban Legend, dass es möglich sei, auch diesen abzuschießen. Zusätzlich gibt es ein Tontaubenschießen, bei dem auf wesentlich kleinere Objekte gezielt werden muss. Für jedes Objekt stehen drei Schüsse zur Verfügung. Der Direktor bei der Entwicklung von Duck Hunt war Shigeru Miyamoto.

## Arcade-Spiel
Duck Hunt wurde gleichzeitig zum Erscheinen auf dem NES auch als Arcade-Automat veröffentlicht. Hier ist es in einem Bonus-Level möglich, auf den begleitenden Hund zu schießen. Ebenso erschien es für das PlayChoice-10-System (mit 2 Monitoren). Eine gleichnamige Sega-Version existiert von 1969, sie ist jedoch elektromechanisch.

## Wii
2006 kündigte Nintendo auf der Spielemesse E3 in Los Angeles an, eine neue Version von Duck Hunt inklusive der dazugehörigen Lightgun für Wii zu veröffentlichen. Bisher erschien allerdings nur eine Umsetzung des Spiels in Form eines Minispiels in Wii Play. Auch eine Version für die Virtual Console ist in Vorbereitung.
Der Hund samt einer Ente, genannt Duck-Hunt Duo, aus dem Spiel ist ein spielbarer Character in Super Smash Bros. for Nintendo 3DS / for Wii U.

## Duck Season VR
Eine Hommage an den NES-Klassiker stellt der 2017 erschienene VR-Titel Duck Season des Studios Stress Level Zero dar. Hier wird ein typisch amerikanisches Wohnzimmer in Mittachtzigerästhetik durch VR zugänglich gemacht. Der Spieler schlüpft in die Rolle eines kleinen Jungen, welcher mit Lightgun vor einer Spielekonsole sitzt. In der Konsole steckt eine Art 3D-Version von Duck Hunt, welche aus der First-Person-Sicht gespielt werden kann.
Als zentrales Thema greift das Spiel den oben genannten Mythos des lachenden Hundes auf. Dieser wandelt sich, je nach Spielverlauf, in einen blutrünstigen Killer, der die Barriere des Fernsehers durchbrechen kann.